# 전국남자농구리그
전국남자농구리그(National Basketball League, 중국어 간체자: 全國男子篮球联赛, 정체자: 全國男子籃球聯賽, 병음: Quánguó Nánzī Lánqiú Liánsài)는 중화인민공화국의 프로 농구 마이너 리그로, 2006년 이전에는 중국농구리그(Chinese Basketball League, CBL)로 불렸다. NBL로 알려져 있으며 이 이름(문자로 표기)은 중국어에서도 자주 사용된다.
NBL은 중국 프로농구협회(CBA)의 2부 리그이다.

## 같이 보기
- 중국의 스포츠
- 중국 농구 국가대표팀
- 중국 여자 농구 국가대표팀
- 중국 농구 협회